# Johann Furch
Johann Furch (* 1890 in Krasna, Bessarabien, Russisches Kaiserreich; † 19. Februar 1930 im Gulag BelBaltLag) war ein römisch-katholischer Diözesanpriester des Bistums Tiraspol aus der deutschen Minderheit in Bessarabien.
Kopp kam im von Bessarabiendeutschen bewohnten Dorf Krasna im Budschak zur Welt. Nach dem Theologiestudium empfing Johann Furch 1918 in Saratow die Priesterweihe. 1921 war er Pfarrer in Emmental (Oblast Odessa). Ab Februar 1923 bis 1928 leitete er die Pfarrei Selz (heute Teil von Lymanske). Dort wurde er am 23. Oktober 1928 von der Geheimpolizei verhaftet, weil er katholischer Priester war. Zwischen 1929 und 1937 wurden alle wolgadeutschen und ukrainischen Priester wegen ihres Glaubens verhaftet und inhaftiert. Nur zwei überlebten diese Verhaftungswelle. Am 10. Juni 1929 wurde er durch einen Beschluss der Geheimpolizei zu fünf Jahren Arbeitslager verurteilt. Er wurde ins Gulag BelBaltLag deportiert und der dortigen Lagerverwaltung unterstellt,  die ihn zur Zwangsarbeit beim Bau des Weißmeer-Ostsee-Kanals verpflichtete.
Aufgrund der dortigen unmenschlichen Verhältnissen verstarb er im Gulag am 19. Februar 1930 im Alter von 40 Jahren.
Als Glaubenszeuge wurde er in das deutsche Martyrologium des 20. Jahrhunderts aufgenommen.